# Alice Master Pizza
Alice Master Pizza  è un talent culinario condotto da Ivan Bacchi trasmesso dal 2015 su Alice.

## La trasmissione
La trasmissione nasce da un'idea di Antonino Esposito ed è trasmessa da Sorrento. Il programma è un talent culinario in cui i vari concorrenti, pizzaioli, gareggiano al fine di vincere il titolo Alice Master Pizza. Essi sono giudicati da una giuria composta da: Antonino Esposito, Cristina Lunardini e Sergio Maria Teutonico.